# Errinopora stylifera
Errinopora stylifera is een hydroïdpoliep uit de familie Stylasteridae. De poliep komt uit het geslacht Errinopora. Errinopora stylifera werd in 1935 voor het eerst wetenschappelijk beschreven door Broch. 